# Arrowtown
Arrowtown je novozélandské město v regionu Otago na Jižním ostrově. Arrowtown se nachází podél břehu řeky Arrow. Město bylo dříve centrem těžby zlata. Podle sčítání lidu z roku 2006 mělo město 2 151 obyvatel, což činí nárůst o 27,1 % oproti roku 2001.
Ve městě se nachází zednářská lóže Lodge Arrow Kilwinning No. 86.